# Chaoboridae
Famille
Les Chaoboridae sont une famille de diptères nématocères du sous-ordre des Culicomorphes et de la super-famille des Culicoidea, comme les moustiques. Ils sont apparentés aux Corethrellidae et aux Chironomidae, dont ils se distinguent par la nervation des ailes. Ils comptent une cinquantaine d'espèces, réparties en 6 genres, dont un seul (Chaoborus) est cosmopolite et commun.
Les adultes de certaines espèces sont comestibles. C'est le cas de Chaoborus edulis (edulis : comestible), qui est traditionnellement consommé au Malawi.

## Description

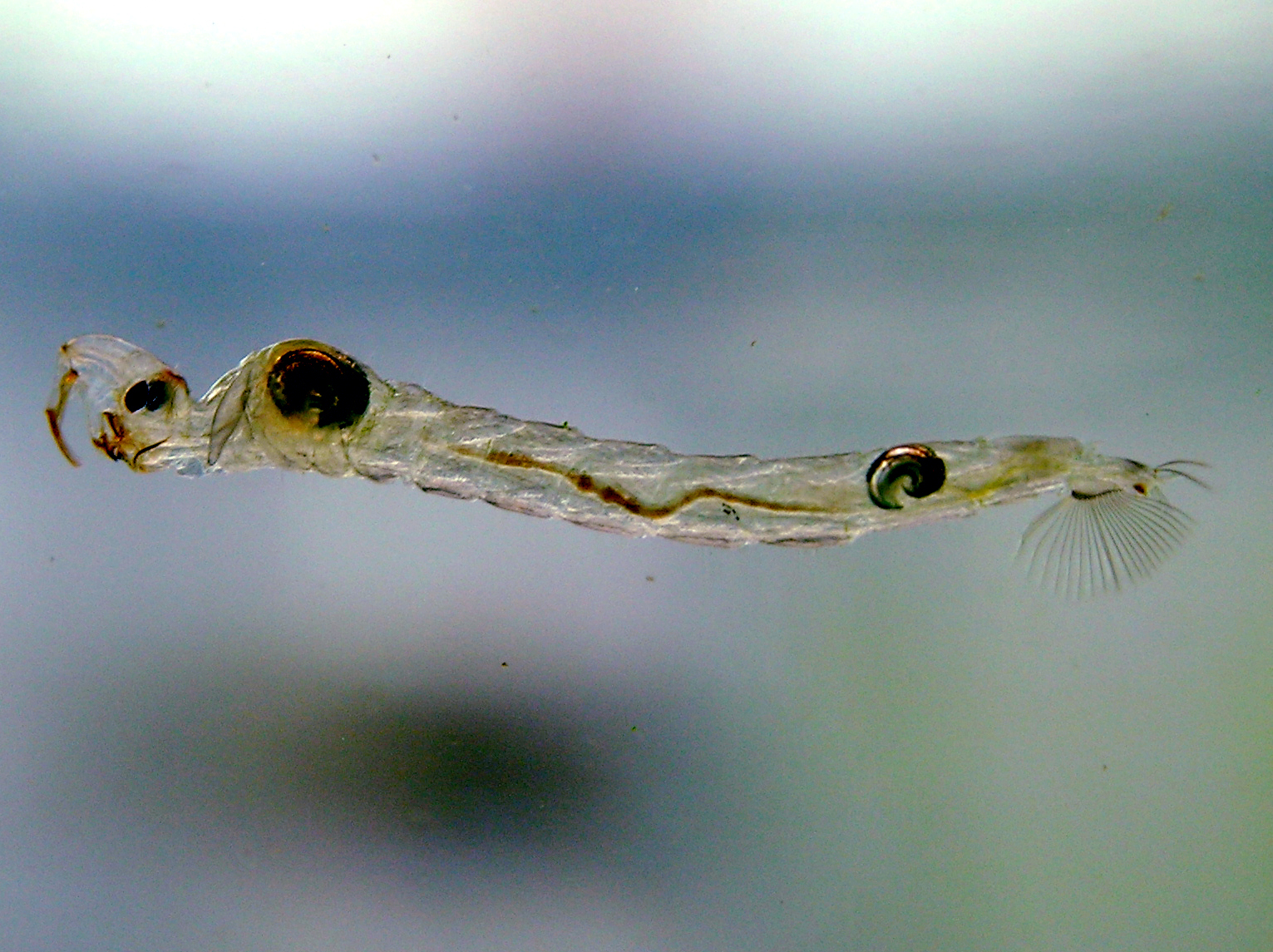
Larve de Chaoborus

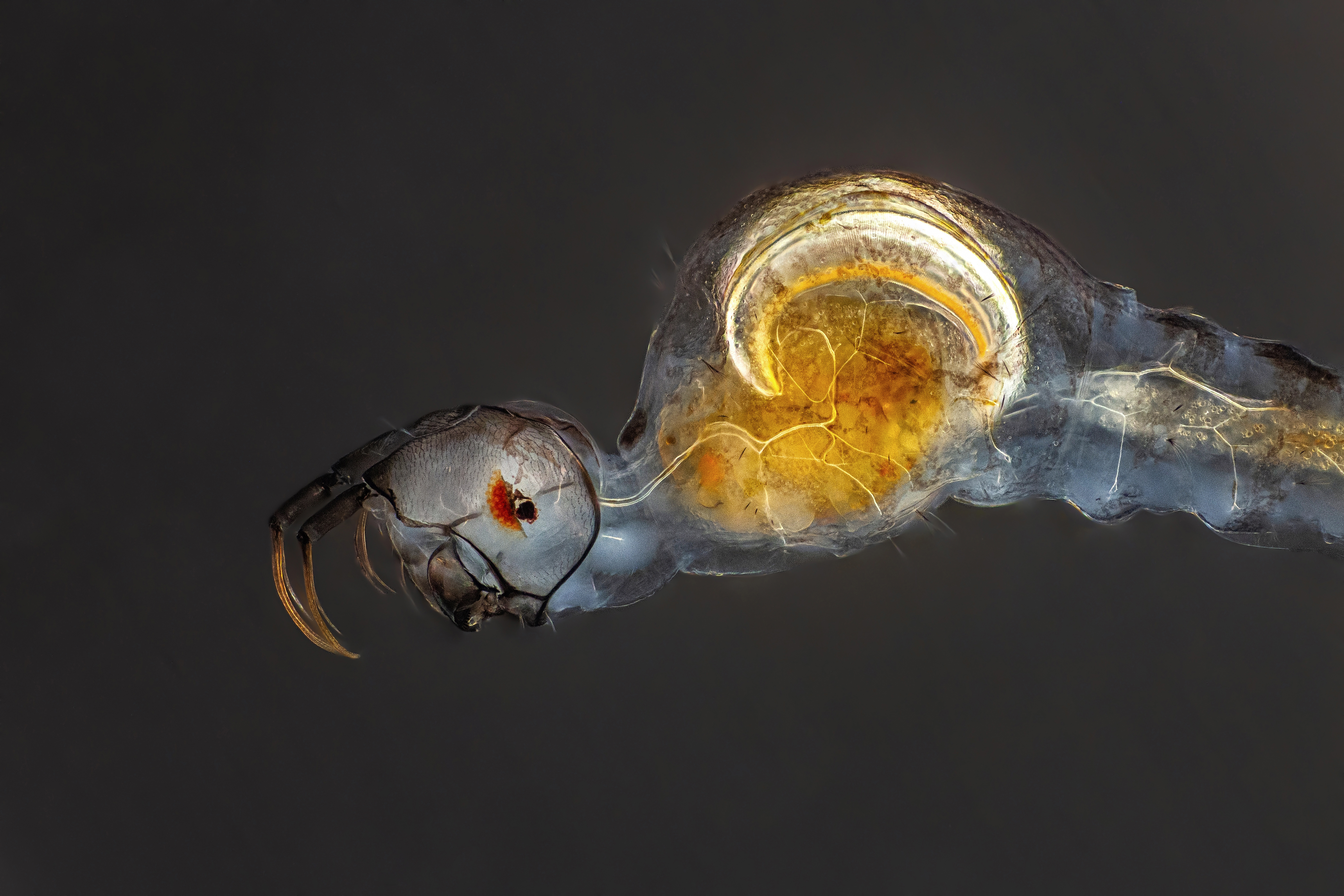
Larve de Chaoborus

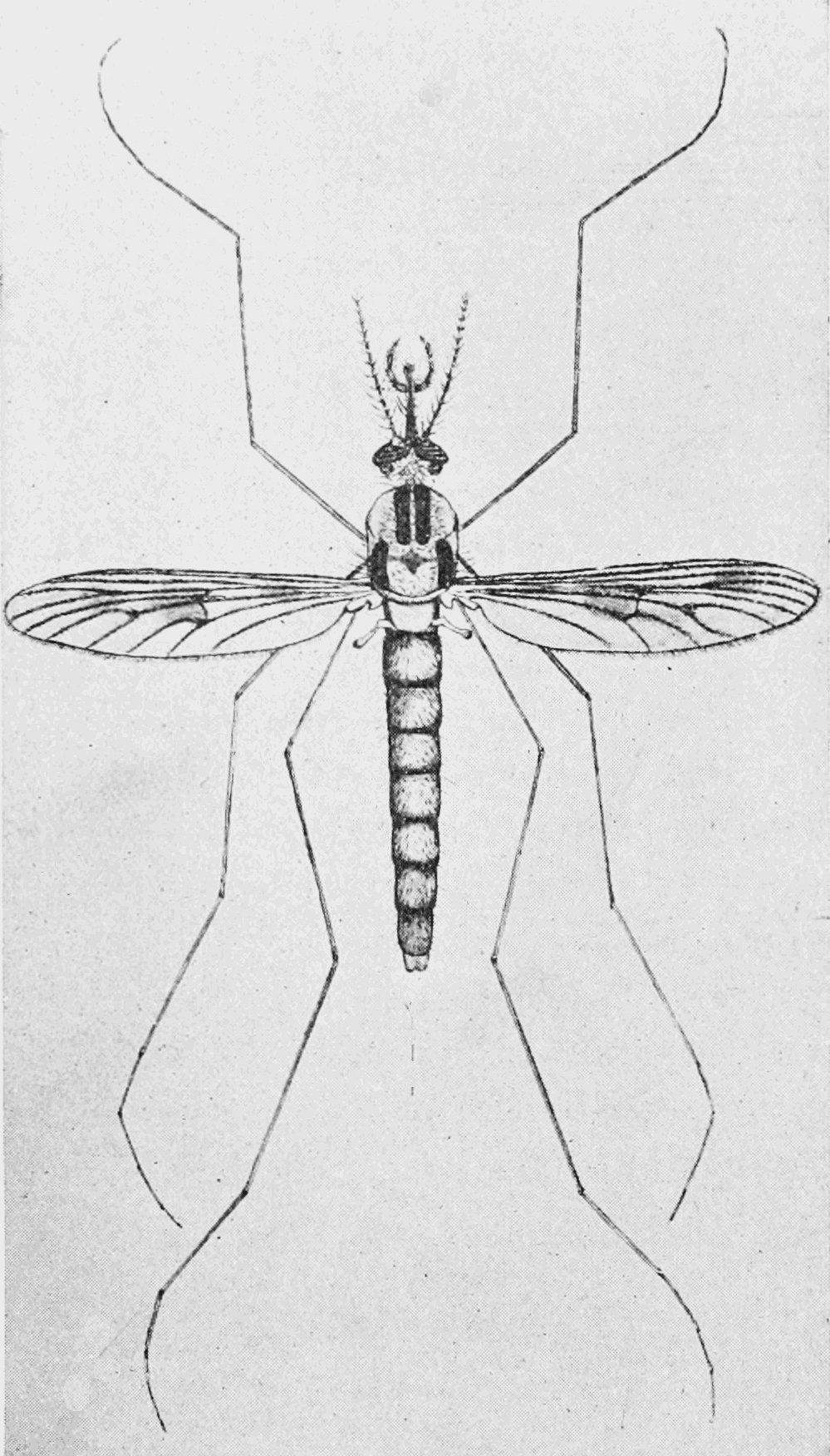
Dessin d'un adulte de l'espèce Eucorethra underwoodi.

Les larves et les adultes sont jaune pâle, pratiquement transparents. Ils font généralement de 2 à 10 mm de longueur. Les adultes ressemblent à des moustiques, mais leurs antennes sont composées de 15 segments et sont plumeuses chez le mâle.

## Écologie
Les larves vivent en groupe dans les lacs et les étangs. Elles nagent ordinairement entre deux eaux, grâce à des vésicules hydrostatiques et des palettes natatoires abdominales. Transparentes, elles sont parfois appelées «vers de cristal». 
Ce sont des prédateurs. Elles se nourrissent de très petites proies, comme des daphnies et des larves de moustiques, qu'elles capturent grâce à leurs antennes modifiées. Ces antennes saisissent la proie et la conduisent jusqu'à la bouche. 
Les adultes ont une vie brève. Ils se nourrissent de nectar, ou pas du tout. 

## Liste des sous-familles et genres
Selon ITIS (20 octobre 2021) :
- sous-famille Chaoborinae
  - genre Chaoborus Lichtenstein, 1800
  - genre Cryophila Edwards, 1930
  - genre Mochlonyx
- sous-famille Eucorethrinae
  - genre Eucorethra

Selon NCBI (1 mars 2013) :
- sous-famille Chaoborinae
  - genre Chaoborus
- sous-famille Corethrellinae
  - genre Corethrella
- sous-famille Eucorethrinae
  - genre Eucorethra

## Genres
Selon Catalogue of Life (1er mars 2013) :
- genre Australomochlonyx
- genre Baleiomyia
- genre Chaoborus
- genre Chaoburmus
- genre Cryophila
- genre Eucorethra
- genre Eucorethrina
- genre Mesocorethra
- genre Mochlonyx
- genre Promochlonyx

Selon Paleobiology Database (1er mars 2013) :
- genre Chachotosha
- genre Chaoburmus
- sous-famille Chironomapterinae
- genre Dixamima
- genre Eochaoborites
- genre Iyaiyai
- genre Mochlonyx
- genre Rhaetomyia
- genre Taimyborus